# Daylight
Daylight és una pel·lícula de catàstrofes estatunidenca de 1996 dirigida per Rob Cohen. La pel·lícula ha estat en part rodada en el Holland Tunnel.

## Argument
Tres camions omplerts de productes tòxics bloquegen el túnel. Tot de lladres perseguits per la policia hi penetren i fan explotar un dels tres camions. L'explosió causa l'esfondrament de l'entrada del túnel pel costat de Manhattan i un amuntegament de vehicles pel costat de Nova Jersey. Una dotzena de supervivents queda atrapada entre les dues parts.
En Kit Latura és un antic socorrista que ha deixat la seva feina després d'un accident que va costar la vida a un dels seus col·legues. Però quan el principal túnel submarí de Nova York és afectat per una violenta explosió i diversos supervivents queden encallats sota terra, decideix jugar-se-la, mentre que ningú no els dona la menor possibilitat de supervivència...

## Repartiment
- Sylvester Stallone: Kit Latura
- Amy Brenneman: Madelyne Thompson
- Viggo Mortensen: Roy Nord
- Dan Hedaya: Frank Kraft
- Jay O. Sanders: Steven Crighton
- Karen Young: Sarah Crighton
- Claire Bloom: Eleanor Trilling
- Vanessa Bell Calloway: Grace Calloway
- Renoly Santiago: Mikey
- Colin Fox: Roger Trilling
- Danielle Harris: Ashley Crighton
- Trina McGee-Davis: LaTonya
- Marcello Thedford: Kadeem
- Sage Stallone: Vincent
- Jo Anderson: Bloom
- Mark Rolston: Cap Dennis Wilson
- Rosemary Forsyth: Madame London
- Luoyong Wang: Venedor de diamants
- Barry Newman: Norman Bassett
- Stan Shaw: George Tyrell
- Marc Chadwick: Lladre de diamants 1
- Candace Miller: Lladre de diamants 2
- Lee Oakes: Lladre de diamants 3
- Sakina Jaffrey: Passatgera 1
- Albert Macklin: Passatgera 2
- Tony Munafo: Conductor de camió
- Joseph Ragno: Despatxador
- Nestor Serrano: Weller
- Harold Bradley: Cap de la polícia
- Stephen Nalewicki: Executiu de marketing
- John Lees: Jonno
- Robert Sommer: Pare
- Lenore Lohman: Jove dona
- Mark De Alessandro: Oficial que empaita els lladres de diamants 1
- Lisa McCullough: Oficial que empaita els lladres de diamants 2
- Penny Crone: Periodista
- Madison: Periodista
- Ed Wheeler: Periodista
- Dan Daily: Periodista
- Stephen James: Periodista
- Isis Mussenden: Periodista
- Rob Cohen (caméo): Elliot, publicista

## Nominacions
- Oscar al millor so 1997
- Oscar als millors efectes visuals 1997

## Al voltant de la pel·lícula
Es pot veure en aquesta pel·lícula el fill de Sylvester Stallone, Sage Stallone, que interpreta un dels supervivents de la catàstrofe.
Aquesta pel·lícula està basada en una història real.